# Querétaro FC
Querétaro F.C är en fotbollsklubb från Querétaro, Mexiko som spelar i den mexikanska Liga MX. Klubben grundades 8 juli 1950.   